# Põvvatu
Põvvatu es una localidad situada en el municipio de Luunja, en el condado de Tartu, Estonia. Tiene una población estimada, en 2021, de 210 habitantes.
Está ubicada en el centro del condado, junto a la orilla sur del río Emajõgi.